# Томас Стівенс (історик)
Томас Стівенс (англ. Thomas Stephens Бардські імена: Каснодін, Гврнерт, Карадог) (21 квітня 1821 – 4 січня 1875) - валлійський історик, літературний критик, реформатор, хімік і фармацевт. Серед його робіт - «Література Кімрі» (1849,1876), Медок: «Есе про відкриття Америки Медоком АП Оуеном Гвінеддом в XII столітті» (1858,1893) і «Орграф ІР Іаїт Гімраег» (1859) (орфографія валлійської мови), а також ряд зазначених преміями есе, представлених в ейстедфодау між 1840 і 1858 роками. Він був першим валлійським істориком і літературним критиком, який використовував суворі наукові методи, і вважається, що він зробив більше для підвищення стандартів Національного Ейстедфода, ніж будь-який інший валлієць свого часу. Стівенс також відігравав помітну роль у зусиллях по здійсненню соціальних, освітніх та санітарних реформ як на місцевому рівні в Мертір-Тідвіл, так і в більш широкому масштабі по всьому Уельсу.

## Життєпис
Стівенс народився 21 квітня 1821 року в місті Понт-Недд-Фехан, графство Гламорган, Уельс, В сім'ї шевця. У 1835 році він став учнем хіміка і аптекаря в Мертір-Тідвіл, а в 1841 році очолив цю справу. У 1864 році він також був призначений керуючим газетою «Мертір Експрес».
Стівенс переніс серію інсультів з 1868 року. Він помер 4 січня 1875 року в Мертір-Тідвіл і був похований на кладовищі Чефнкоедициммер.

## Вигадування
З 1840 року Стівенс почав надсилати Ейстеддфодау есе, які отримали премію. Його бардські імена були Каснодін, Гврнерт і Карадог. Найважливіша робота Стівенса «література Кімри» (1849, 2-е вид. 1876), був заснований на його есе «Література Уельсу в дванадцятому і наступних століттях», яке отримало премію принца Уельського на 
Ейстедфоді 1848 року, що проходив в Абергавенні. У цій роботі Стівенс вперше застосував суворі методи літературної критики при вивченні середньовічної валлійської літератури.
Есе Стівенса Мейдок: «есе про відкриття Америки Медоком АП Оуеном Гвінеддом в XII столітті» (1858), яке спростувало валлійські твердження про відкриття Америки Медоком, було визнано видатним поданням. Однак, незважаючи на переконливість, есе не було удостоєно премії через небажання суддів відмовитися від старих претензій. Відчуваючи огиду, Стівенс відмовився брати участь у майбутніх змаганнях.
Інші роботи включають «Орфографія валлійської мови» (1859) (орфографія валлійської мови), статті для «Archaeologia Cambrensis» і газет Південного Уельсу і валлійських періодичних видань, есе про життя і творчість барда Аневріна і англійський переклад «Y Gododdin».
Суворі методи літературної критики, що застосовувалися в його роботах, часто робили Стівенса непопулярним серед менш розбірливих ентузіастів на славу Уельсу, але він заслужив повагу серйозних вчених.
Рукописи та листи Стівенса включені в загальну колекцію рукописів Національної бібліотеки Уельсу.

## Соціальна реформа
За підтримки та дружби Лорда Ебердера, сера Джосаї Джона Геста та Леді Шарлотти Гест Стівенс був видатним пропагандистом соціального забезпечення, освіти та санітарних схем у Мертірі-Тідвілі та організував допомогу сім'ям жертв вибухів вугільних шахт. У 1858 році він був призначений Верховним констеблем Мертіра.

## Спадщина
Літературний критик Мейк Стівенс стверджує, що 
|  | Стівенс взагалі вважається першим валлійським літературним критиком, який прийняв науковий метод і зробив більше, як суддя, щоб підняти стандарти Національного Eisteddfod і завоювати для нього довіру вчених, ніж будь-який інший валлієць свого часу. Однак він також зазначає, що автор Емір Хамфріз представляє менш сприятливу точку зору у своїй роботі 1983 року талієсинська традиція. |

Сучасний біограф Стівенса Маріон Леффлер описує його головний внесок у формування Уельсу з точки зору його роботи з перетворення соціальної організації Мертіра і модернізації валлійської культури, а також"його новаторські Наукові праці.

## Роботи
- Stephens, Thomas (1840). History of the Life and Times of Iestyn ab Gwrgant, the Last Native Lord of Glamorgan. (eisteddfod essay)
- Stephens, Thomas (1848). The Literature of Wales During the Twelfth and Succeeding Centuries. (eisteddfod essay)
- Stephens, Thomas (1876) [1849]. Sylvan Evans (ed.). The Literature of the Kymry (2nd ed.).
- Stephens, Thomas (1850). Summary of the History of Wales from the Earliest Period to the Present Time. (eisteddfod essay)
- Stephens, Thomas (1853). Remains of the Welsh Poets from the Sixth Century to the Twelfth. (eisteddfod essay)
- Stephens, Thomas (1888) [1853]. Thomas Powel (ed.). English Prose Translation of the "Gododdin" with Explanatory Notes. (originally published as The Gododdin of Aneurin Gwawdrydd: An English Translation with Copious Explanatory Notes; A Life of Aneurin; and Several Lengthy Dissertations Illustrative of the "Gododdin", and the Battle of Cattraeth)
- Stephens, Thomas (1893) [1858]. Madoc: An Essay on the Discovery of America by Madoc ap Owen Gwynedd in the Twelfth Century. (eisteddfod essay)
- Stephens, Thomas; Gweirydd ap Rhys (Robert John Pryse) (1859). Orgraff yr Iaith Gymraeg.

A series of critical essays, including:
- - Stephens, Thomas. "Edward Williams (Iolo Morganwg) (1852–1853)". Yr Ymofynnydd.
  - Stephens, Thomas (1854). "Dyfnwal Moelmud and Early Welsh Law". Cambrian Journal and Archaeologia Cambrensis.
  - Stephens, Thomas (1858). "The Book of Aberpergwm". Archaeologia Cambrensis.
  - Stephens, Thomas (1872). "The Bardic Alphabet called 'Coelbren y Beirdd'". Archaeologia Cambrensis.
- Numerous shorter articles in newspapers such as The Cambrian, The Merthyr Guardian, The Monmouthshire Merlin, and The Silurian, and in periodicals including Seren Gomer, Yr Ymofynnydd, Y Traethodydd, and Y Beirniad.

(Sources for works: Dictionary of Welsh Biography, National Library of Wales, Stephens, NLW Welsh newspapers) (англ.)